# Rally de Europa Central 2008
El Rally de Europa Central fue una competición de rally raid disputada, como su nombre indica, en Europa central. Su primera y única edición se celebró del 20 al 26 de abril de 2008 en Rumanía y Hungría como reemplazo al Rally Dakar —que fue cancelado aquel mismo año por amenazas de Al-Qaeda—, competición con la cual comparte organizador, la Amaury Sport Organisation. Formaba parte del proyecto Dakar Series.

## Clasificación final

### Coches
| # | Piloto / copiloto                      | País                | Marca      |
| - | -------------------------------------- | ------------------- | ---------- |
| 1 | Carlos Sainz Michel Perin              | España · Francia    | Volkswagen |
| 2 | Stéphane Peterhansel Jean-Paul Cottret | Francia             | Mitsubishi |
| 3 | Dieter Depping Timo Gottschalk         | Alemania · Alemania | Volkswagen |

### Motos
| # | Nombre                    | País    | Marca |
| - | ------------------------- | ------- | ----- |
| 1 | David Casteu              | Francia | KTM   |
| 2 | Francisco "Chaleco" López | Chile   | KTM   |
| 3 | Alain Duclos              | Francia | KTM   |

### Quads
| # | Nombre              | País            | Marca   |
| - | ------------------- | --------------- | ------- |
| 1 | Roman Krejci        | República Checa | Yamaha  |
| 2 | Christophe Declerck | Francia         | Yamaha  |
| 3 | Martin Antal        | Eslovaquia      | Polaris |

### Camiones
| # | Nombre                                             | País                                                | Marca |
| - | -------------------------------------------------- | --------------------------------------------------- | ----- |
| 1 | Hans Stacey Eddy Chevaillier Bernard Der Kinderen  | Países Bajos · Bélgica · Países Bajos               | MAN   |
| 2 | Wulfert Van Ginkel Daniel Bruinsma Richard De Rooy | Países Bajos · Países Bajos · Países Bajos          | GINAF |
| 3 | Ales Loprais Ladislav Lala Milan Holan             | República Checa · República Checa · República Checa | Tatra |